# Cristallier
 (septembre 2021).
Si vous disposez d'ouvrages ou d'articles de référence ou si vous connaissez des sites web de qualité traitant du thème abordé ici, merci de compléter l'article en donnant les références utiles à sa vérifiabilité et en les liant à la section « Notes et références ».

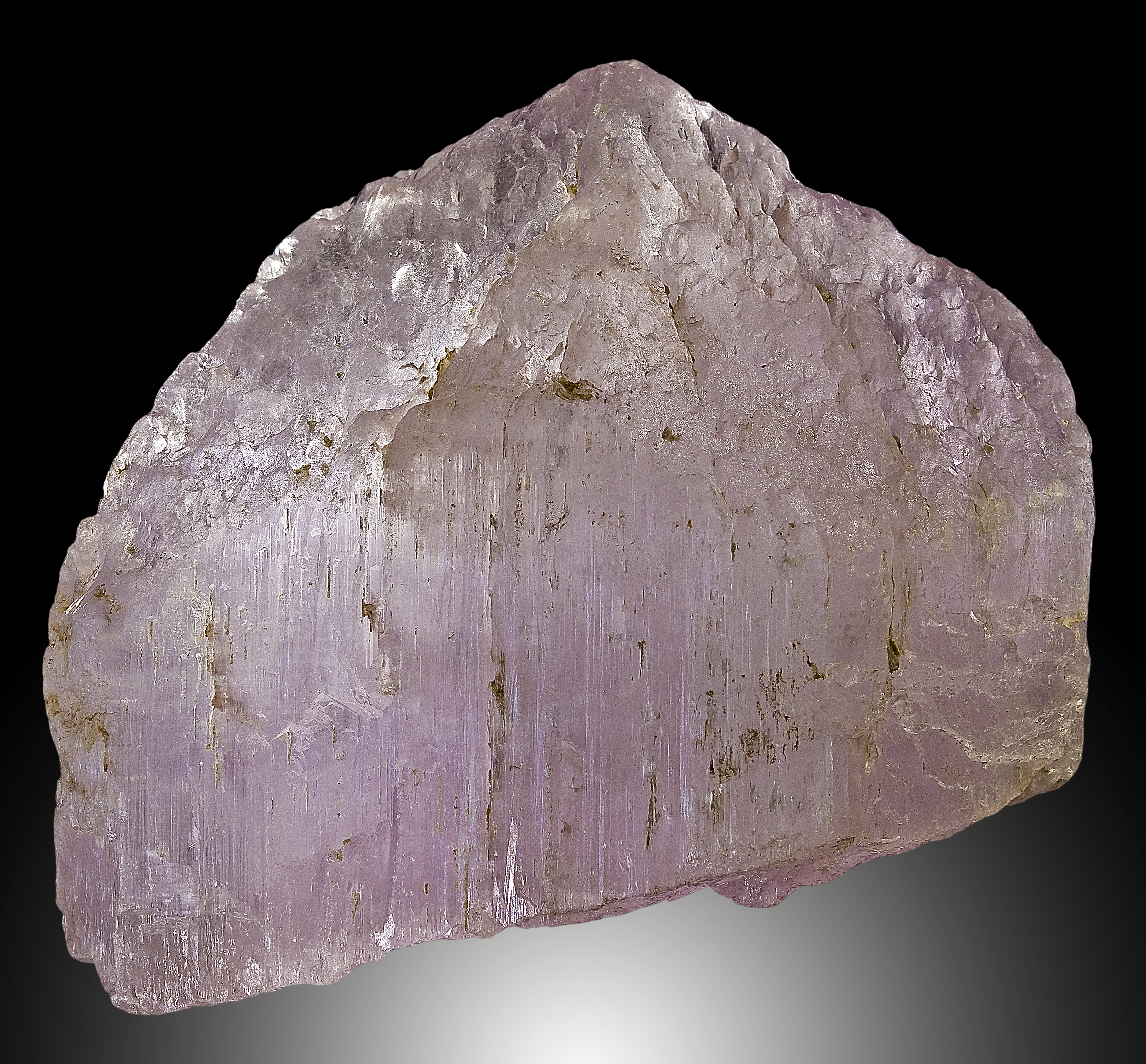
Kunzite d'Afghanistan.

Le cristallier ou chasseur de cristaux recherche dans la haute-montagne les cristaux naturels de roche pour en faire le commerce. En territoire alémanique, il est appelé Strahler.

## Histoire

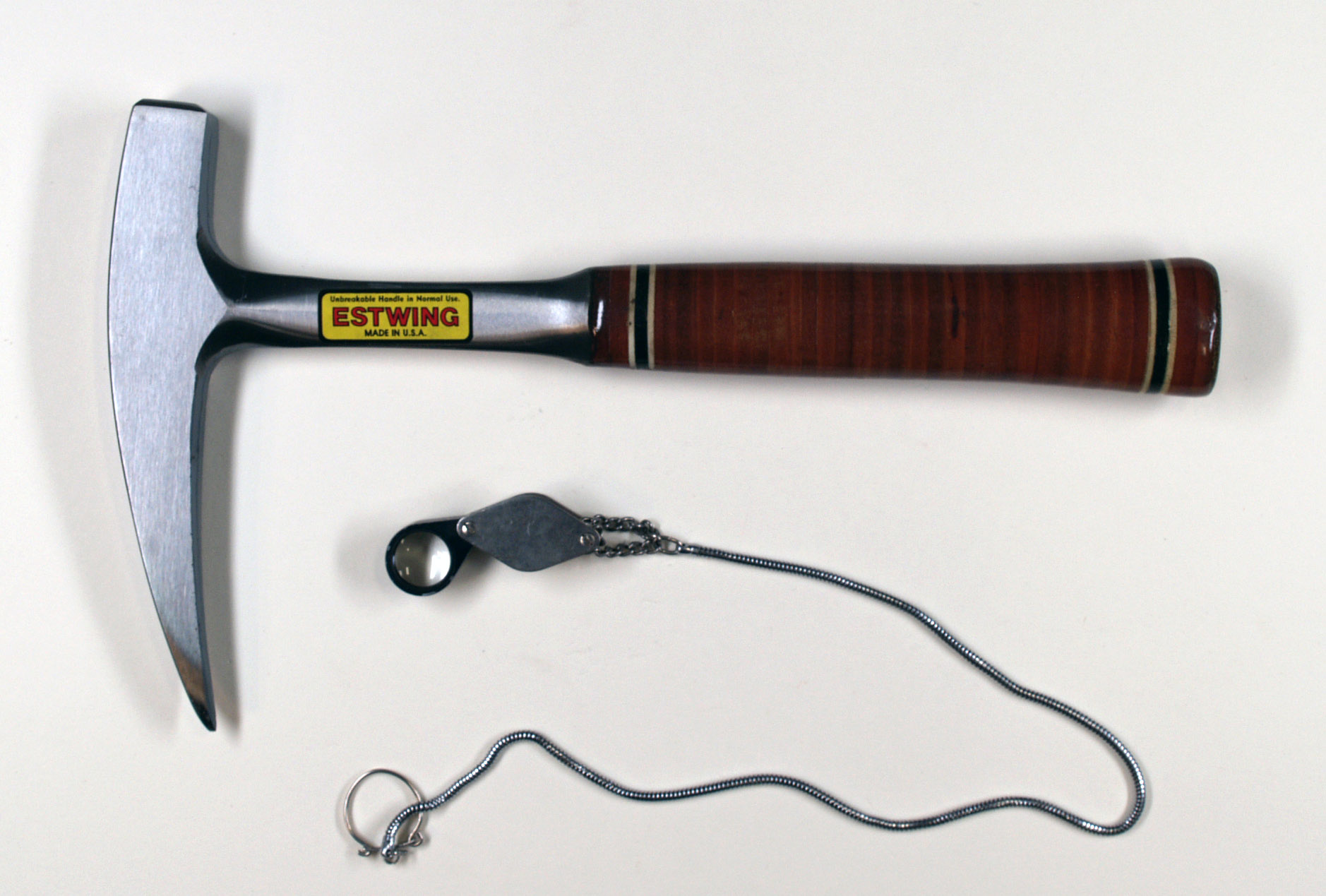
Marteau de géologue et loupe.

Les cristalliers sont connus dans les Alpes depuis des temps très anciens. Vers 300 av. J.-C., Théophraste (-372/-287), un disciple d'Aristote, les évoque dans son ouvrage Peri lithon sur les roches au sens large, mais en particulier le quartz dont il fait état de ses utilisations courantes comme la réalisation de sceaux. Les gisements des Alpes étaient alors la source majeure de cette roche particulière.
Au Ier siècle, Pline l'Ancien (23/79), dans son Histoire Naturelle signale quelques gisements de quartz dont « on estime comme fort celui provenant des Alpes ».
Au XVIIe siècle les cristaux sont recherchés pour être vendus aux tailleries de Paris, de Genève ou de Milan. Les massifs du Mont-Blanc et de l'Oisans sont parmi les plus riches, ils fournissaient du quartz mais aussi de l'anatase, minéral extrêmement rare utilisé au Moyen Âge dans certaines encres pour donner une couleur violette particulière au cœur de la controversée carte du Vinland.
À la fin du XVIIIe siècle, les premiers riches collectionneurs achètent les plus belles pièces d'autant plus que de nombreuses combinaisons minérales sont possibles. La recherche des cristaux est une activité dangereuse qui nécessite non seulement de bien connaître la montagne et ses dangers, mais aussi d'avoir une bonne endurance et une bonne pratique de l'alpinisme. Ce sont ces capacités que Jacques Balmat va mettre au service du Docteur Paccard pour réussir, le 8 août 1786, l'ascension du Mont Blanc.
Au XIXe siècle, la concurrence de la production de nouveaux pays devient très vive et les cristalliers des Alpes perdent le marché des tailleries alors que celui des spécimens de collection est des plus actifs. Dès cette époque, le recours à l'explosif devient un exercice des plus banals pour ouvrir les « fours à cristaux ».

## Réglementation
La recherche de cristaux tombe en France sous le coup du Code civil, qui stipule que le sous-sol et tout ce qu'il contient, jusqu'à une certaine profondeur, appartient au propriétaire du sol. Cependant, les cristaux sont aussi régis par la réglementation relative à l'archéologie, aux fouilles et aux trouvailles archéologiques. 
Mais pour les défenseurs de cette activité, la montagne est vivante, et la collecte permet de sauver de très nombreux spécimens qui sinon seraient immanquablement détruits par l'érosion, le gel et les éboulements. 